# 福山還元
福山還元（ふくやまかんげん）は有機化学における還元反応の一種で、チオエステルをパラジウム触媒存在下でシラン系還元剤を作用させ、アルデヒドに変換する反応を指す。1990年頃福山透らが開発したのでこの名がある。

## 反応
適当な方法で調製したチオエステルを溶媒に溶かし、パラジウム炭素触媒を懸濁させてトリエチルシランを室温で加える。溶媒としてはアセトンなどが用いられる。

## 反応機構
この反応の基本的な反応機構は以下の触媒サイクルとして起こる。
- 酸化的付加:
{\displaystyle {\ce {{R-C(O)-SR}+ Pd^0 -> RC(O)-Pd^{II}-SR}}}
- トランスメタル化:
{\displaystyle {\ce {{RC(O)-Pd^{II}-SR}+R3SiH->{RC(O)-Pd^{II}-H}+R3Si-SR}}}
- 還元的脱離:
{\displaystyle {\ce {RC(O)-Pd^{II}-H -> {RC(O)-H}+ Pd^0}}}

## 特徴
他のヒドリド還元反応と異なり、エステル・アミド・ケトンなどはこの条件で反応しない。このため、これらの官能基存在下でも穏和な条件下カルボン酸をアルデヒドへ変換することができる。ただしオレフィンはこの条件で還元されてしまうので、この場合リンドラー触媒を用いて 1-ヘキセンを過剰量加えて反応を行う方法がある。また普通用いられるエタンチオールは非常に悪臭が強いため、ほぼ無臭の 1-デカンチオールのエステルを経由する改良法も報告されている。